# Blackout (álbum de Scorpions)

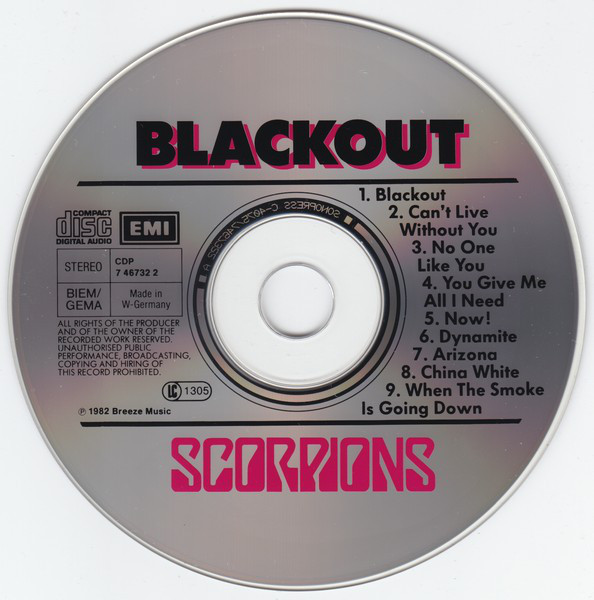
1982: Registro do álbum "Blackout" da banda Scorpions, lançado em CD pela gravadora EMI Records

Blackout é o oitavo disco de estúdio da banda de hard rock Scorpions . Foi lançado em 29 de março de 1982 pela Harvest Records e Mercury Records. Foi o terceiro disco sem o guitarrista Uli Jon Roth.
Depois de perder sua voz durante a produção do álbum, devido a sequência de duas turnês, Klaus Meine teve problemas na voz e precisou fazer tratamento na Áustria, além de cirurgia nas cordas vocais. Com isso, não tinha certeza se seria capaz de gravar o disco. Demos do material foram gravadas com Don Dokken. No entanto, nenhuma dessas gravações foi aproveitada no álbum e Don Dokken é apenas creditado como vocal de apoio.
Na revista Kerrang!, edição 12 polegadas, Rudolf Schenker disse que não poderia escolher entre seus solos de guitarra em "China White", então os lançamentos nos EUA e na Europa mudaram esse detalhe.
Um autorretrato do artista Gottfried Helnwein é estampado na capa do disco. Rudolf Schenker retrata esse personagem no clipe de "No One Like You".

## Lista de músicas
Todas as músicas compostas por Rudolf Schenker.
| N.º | Título                         | Duração |  |
| 1.  | "Blackout"                     | 03:51   |  |
| 2.  | "Can't Live Without You"       | 03:46   |  |
| 3.  | "No One Like You"              | 03:57   |  |
| 4.  | "You Give Me All I Need"       | 03:40   |  |
| 5.  | "Now!"                         | 02:35   |  |
| 6.  | "Dynamite"                     | 04:14   |  |
| 7.  | "Arizona"                      | 04:00   |  |
| 8.  | "China White"                  | 07:00   |  |
| 9.  | "When The Smoke Is Going Down" | 03:55   |  |

### Pessoal
Scorpions
- Klaus Meine - vocais principais
- Rudolf Schenker - guitarras rítmicas, violões de 6 e 12 cordas, guitarras principais nas faixas 4, 8, 9, vocais de apoio
- Matthias Jabs - guitarras principais, guitarras base, violões de 6 e 12 cordas, vocais de apoio
- Francis Buchholz - baixo, vocais de apoio
- Herman Rarebell - bateria, vocais de apoio

- Don Dokken - vocais de apoio[3]

Produção
- Dieter Dierks - produtor, engenheiro de som
- Gerd Rautenbach - mixagem
- Bob Ludwig e Howie Weinberg - masterização na Masterdisk, Nova York